# Johann Christoph Frauendorff

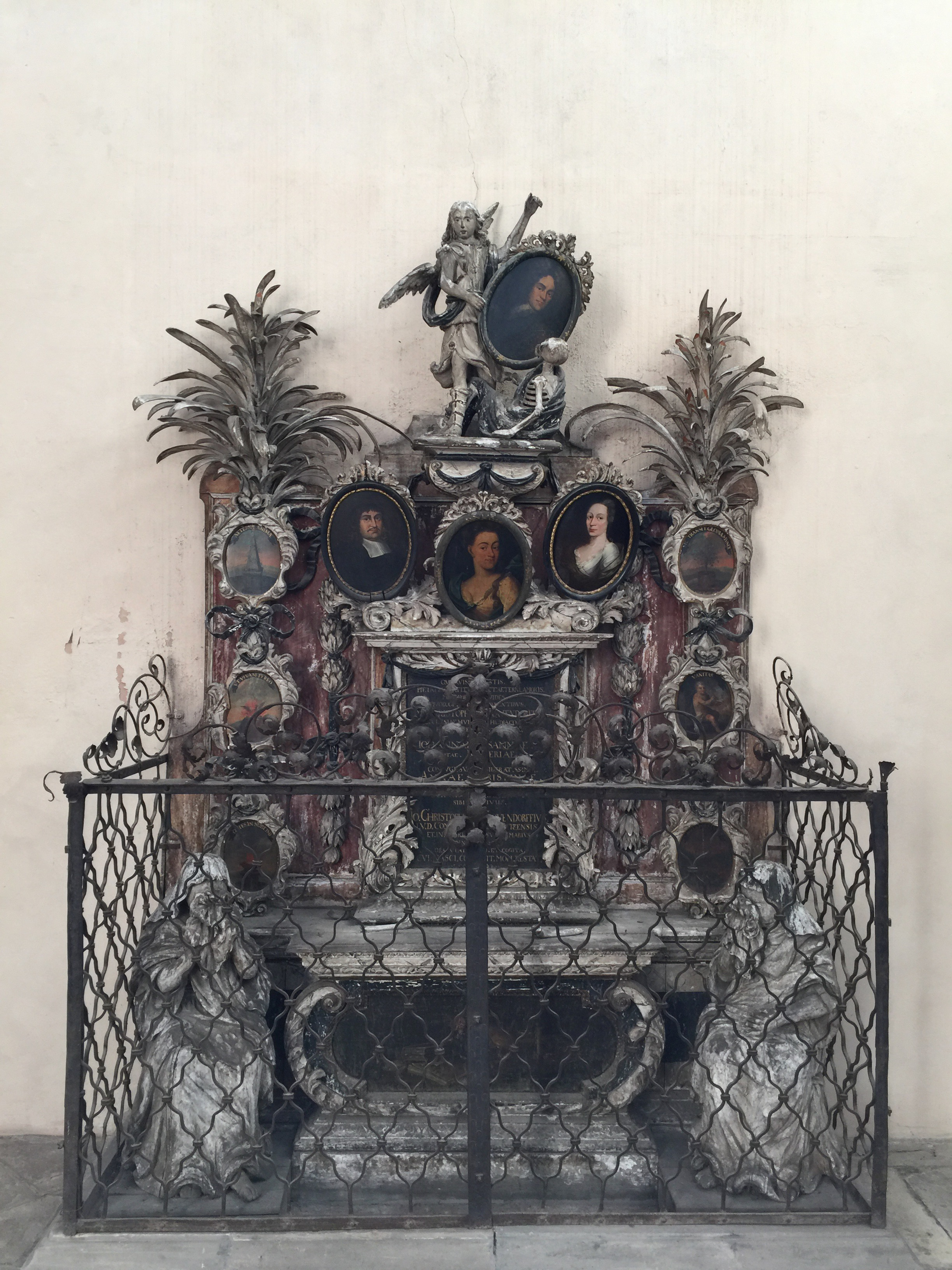
Epitaph in der Naumburger Wenzelskirche mit Bildnis Johann Christoph Frauendorffs (oben zwischen Engel und Tod) von 1707

Johann Christoph Frauendorff (auch Frauendorf) (* 1. Oktober 1664 in Naumburg (Saale); † 22. Oktober 1740 in Dresden) war ein deutscher Librettist, Jurist und Bürgermeister von Naumburg.

## Leben
Er war der Sohn des Archidiakons zu Naumburg Christoph Frauendorff († 1677) und seiner Frau Johanna Susanna geb. Berger.
Nach einem Jura- und Theologiestudium in Leipzig und Straßburg (1683–1685), das er mit theologischen (1688, 1692, 1693) und juristischen Disputationen (1694) abschloss, wurde er 1697 Stiftsrat in Wurzen und zwischen 1704 und 1718 bekleidete er turnusmäßig in jedem zweiten Jahr das Naumburger Bürgermeisteramt, nachdem er am 10. August 1698 in Naumburg eingebürgert worden war.
Zu dieser Zeit war er auch als Hoflibrettist und Sächsisch-Zeitzischer Rat in die Dienste der Herzöge von Sachsen-Zeitz tätig und trat damit die Nachfolge von Heinrich Anselm von Ziegler und Kliphausen an.
Sein erstes Opernlibretto verfasste er für Georg Caspar Schürmanns Oper Das verstöhrte Troja, welche 1706 im Opernhaus am Hagenmarkt in Braunschweig aufgeführt wurde.
Im Jahre 1706 schrieb er das Libretto zu der am Opernhaus vorm Salztor in Naumburg im gleichen Jahr aufgeführten Oper Telemaque, zu der Georg Caspar Schürmann ebenfalls die Musik komponierte und Samuel Rudolph Behr Balletteinlagen beisteuerte. Die Oper kam 1717 von beiden als Telemachus und Calypso umgearbeitet am Braunschweiger Opernhaus erneut zur Aufführung und wurde abermals 1722 in Bayreuth inszeniert. Ob er das Opernhaus in Naumburg auch geleitet hat, ist nicht eindeutig erwiesen.
Er setzte sich 1707 in der Wenzelskirche ein Epitaph mit 4 Porträtmedaillons, auf denen er selbst, sein Vater, seine Mutter und eine Anna Christina Schlaf (wahrscheinlich seine erste Frau) dargestellt sind.
Im Jahre 1708 heiratete er Johanna Christiana Leyser (* 1686), die Tochter des Naumburger Bürgers Johann Wilhelm Leyser, und am 1. November 1709 wurde seine Tochter Johanna Dorothea Frauendorf geboren.
In der Naumburger Zeit geriet er 1712 mit dem damaligen dortigen Oberpfarrer Johann Martin Schamelius (1668–1742) bezüglich religiöser Fragen aneinander.
Zur Ausschmückung der Marienkirche in Naumburg zog Frauendorf den Italiener Bernhardo Brentani und den Nürnberger Wilhelm Rössel heran, zahlte einen Großteil ihrer Aufwände selbst.
Im Jahre 1718 bewirbt er sich, da er mit der Auflösung der Sekundogenitur Sachsen-Zeitz seine Anstellung verlor, um Weiterverwendung im Stift Naumburg. Dies hatte wahrscheinlich keinen Erfolg, da er 1725 als  Amtmann in Torgau genannt wird.
Aus dem Jahre 1729 ist noch eine Untersuchung gegen den ehemaligen Amtmann Dr. Johann Christoph Frauendorf in Amt Torgau wegen der vorhandenen Depositen über ihn aktenkundig.

## Werke (Auswahl)

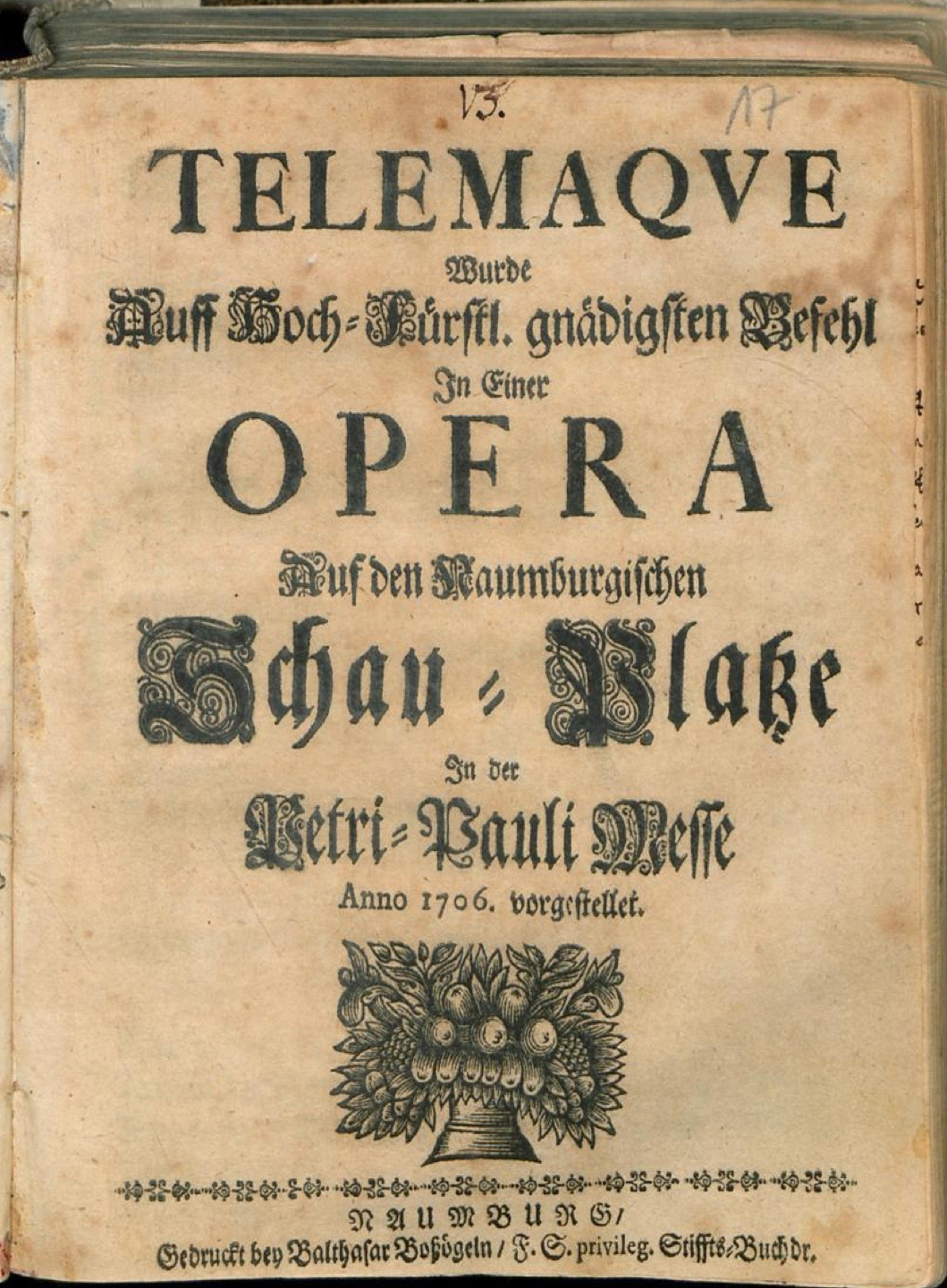
Titelblatt des Librettos der Oper „Telemaque“, Naumburg 1706

- Laurus Liliis Convallium Et Hyacinthis Interstincta, Palladio Saxo-Eisenbergensi, Hoc Est ... Dn. Sophiae Mariae, Natae Landgrafiae Hassiae ... Elocatae Ducis Saxoniae ... Et Natali Eius Auspicatissimo Ipsis Nonis Maii, A.O.R. MDCLXXXII ... dedicata, Halle, 1682.
- Disp. mor. de moralitate voti Iephtae. Georgius, Leipzig, 1686.
- Exercitatio acad. de divina maiestatis origine. Georgius, Leipzig, 1687.
- De Epistola Christi Ad Agbarum, Speciatim contra Theologum Anglum, Guil. Cave. Georgius, Leipzig, 1693.
- Diss. inaug. de coacto fratris pro fratre testimonio. Meyerus, Altdorf, 1695.
- Das verstöhrte Troja In einem Singe-Spiele vorgestellet/ Auf dem Grossen Braunschweigischen Theatro. Und Dem ... Hrn. Anthon Ulrichen/ Hertzogen zu Braunschw. und Lüneburg. Unterthänigst gewidmet. Braunschweig, 1703.
- Telemaque Wurde Auff Hoch-Fürstl. gnädigsten Befehl Jn Einer Opera Auf den Naumburgischen Schau-Platze Jn der Petri-Pauli Messe Anno 1706 vorgestellet. Boßögel, Naumburg, 1706.
- Schwedische und Sächsische Staats-Cantzley, in welcher alle diejenigen geheimen und andern Schriften, welche von der Zeit an, da der König in Schweden in Sachsen gerucket, bis an seinen Abmarch zwischen beyden Höfen gewechselt worden unverfälscht zu finden. Zur geheimen Erläuterung des damaligen Zustandes der Historie und des Landes von Sachsen. Riegel, Nürnberg, 1708.
- Trauer- Und Todes-Gedancken Uber den Seeligen Hintritt Der Wohl-Edlen, Viel Ehr- und Tugend-begabten Frauen, Frauen Katharinen Elisabeth, geb. Frentzelin Des Weyland Wohl-Edlen, Groß-Achtbarn und Wohlgelahrten Herrn, Hrn. Friedrich Johanemanns Königl.-Pohln. und Chur-Fürstl. Sächß. wohl-meritirten Schul-Verwalters und Ambts-Steuer-Einnehmers zur Pforta, Wie auch E. Hoch-Edlen und Hoch-Weisen Raths zu Naumburg Ober-Cämmerers Hinterlassenen Frau Witben, als Dieselbe Den 15. Julii 1714. zu Ihrer Ruhe-Städte begleitet wurde, Nachgesetzter vornehmen Gönner, Freunde und Anverwandten. Brühl, Weißenfels, 1714.
- Telemachus und Calypso : Jn einer Opera vorgestellet auf dem grossen Braunschweigischen Theatro Jn der Laurentii-Messe Anno 1717., Bartsch, Wolfenbüttel. 1717.
- Telemach und Calypso, wurde ... an dem Carneval, welcher in d. 1722. Jahr zu Christian-Erlang gehalten ward ..., in e. musicalischen Opera auf d. grossen Theatro daselbst unterthänigst vorgestellet. Lober, Bayreuth, 1722.